# Víctor Robles
Víctor Enrique Robles (Santo Domingo Este, República Dominicana, 19 de mayo de 1997), más conocido como Víctor Robles, es un jugador profesional dominicano de béisbol que se desempeña en la posición de jardinero central en Seattle Mariners, equipo de las Grandes Ligas de Béisbol (MLB).

## Carrera
Robles hizo su debut en la MLB con el equipo Washington Nationals, en el cual jugó ocho temporadas (2017-2024), después pasó a Seattle Mariners, donde lleva jugando una temporada.